# ザ・キャピトルホテル 東急

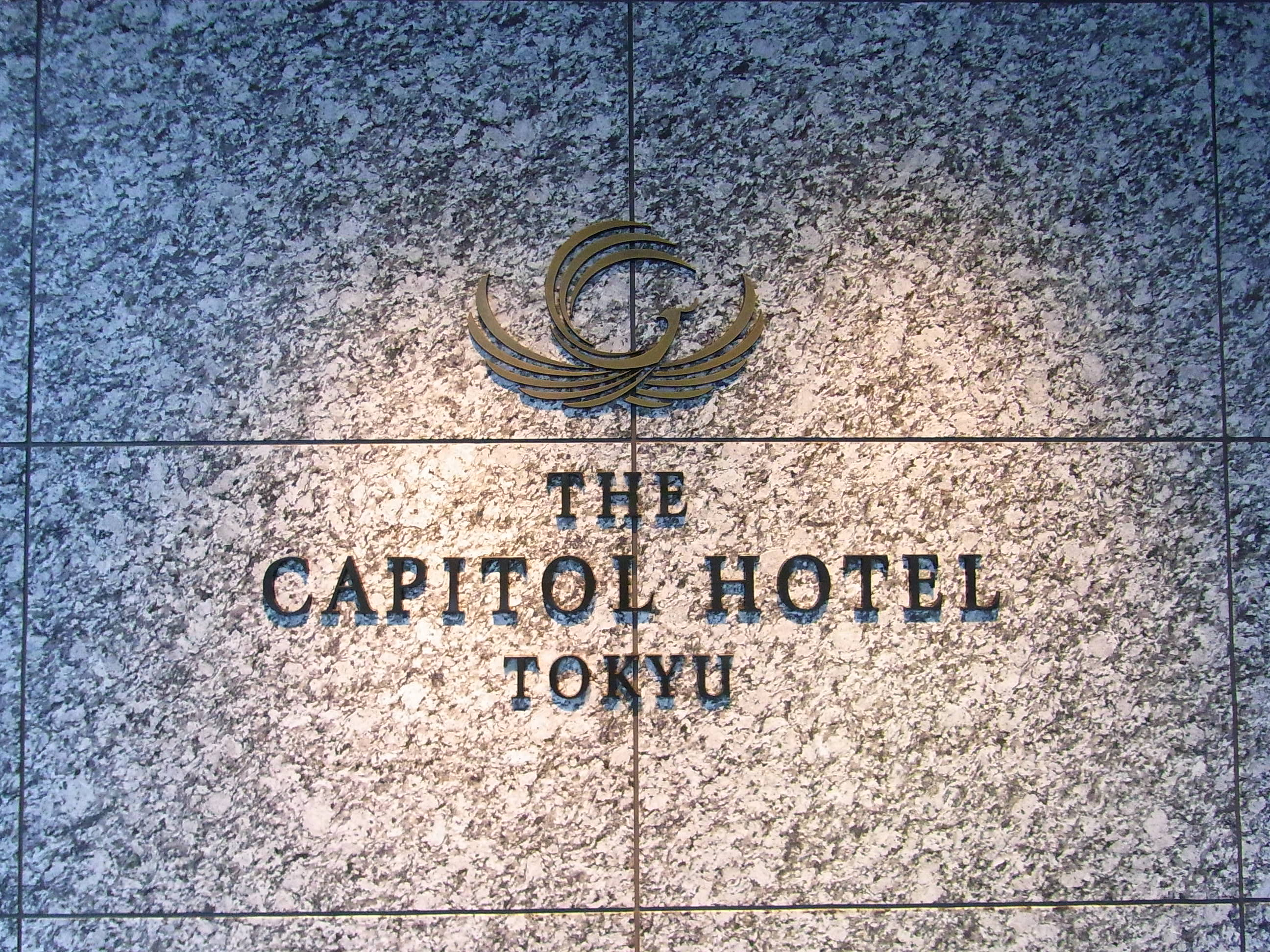

ザ・キャピトルホテル 東急（ザ・キャピトルホテルとうきゅう）は、東京都千代田区永田町二丁目にある複合ビル「東急キャピトルタワー」に入るホテルである。
本項ではタワー併設のオフィスフロアおよび賃貸住宅についても記載する。

## 概要
星ヶ岡茶寮跡地に開業した東京ヒルトンホテルを前身とするキャピトル東急ホテルの建て替え事業「永田町二丁目計画」により建築された複合ビルである。隣接する日枝神社・山王パークタワーと共に地区計画を行っており、ホテルにオフィス、住宅を加え、宿泊・文化・交流機能を担い情報化・国際化に対応した施設整備を計画した。投資額は約500億円。
敷地は国会議事堂の後背かつ首相官邸近傍という国政の中心地区であり、周辺環境への特別な配慮が求められた。このため、建物の配棟や壁面セットバック、外装の色や素材、官邸側はバルコニーや開閉窓を設けない等の制約を慎重に検討し、建築計画が練られた。こうした環境条件に加え「伝統の和の文脈」を具現化するため、 隈研吾建築都市設計事務所が外観デザイン及び共用部インテリアデザインの監修を担当した。
隣接する日枝神社の山を形成する豊かな緑が計画地にも視覚的に連続するよう、低層部は立体的に植栽し大規模な屋上緑化を行い、建物の断熱性能を高めるとともにCO2削減、都市のヒートアイランド現象の緩和にも寄与している。これらなどからSEGES（社会・環境貢献緑地評価システム）都市開発版の認定第1号となっている。

## 施設構成

### ザ・キャピトルホテル 東急
旧ホテル時代から引き続いて、東急ホテルズのフラッグシップ（旗艦店）と位置づけられ、2010年10月22日にオープンした。名称は、国会議事堂近くに位置することから、英語で首都を意味するキャピタル（capital）ではなく、議事堂を意味するキャピトル（capitol）から名が付けられた。
インテリアデザインおけるデザインコンセプトは、「日本の和み」であり、旧ホテルのデザイン性の文脈の延長に、新しい和のデザインの再構築が試みられ、オリガミ・ティーラウンジ・日本料理「水連」等のレストランが囲む中庭は、旧ホテルの記憶につながるものとして作庭された。またホテル各所に配置された美術品である篠田桃紅作の水墨画・書、勅使河原蒼風作の彫刻、北大路魯山人作の額、横山操作の日本画等は、旧ホテル縁の作品をインテリアに取り込むことにより、ホテルの伝統とその継承が表現されている。
1階から5階までの低層部に宴会場、レストラン、客室（スイートルーム）などが配置され、オフィス、賃貸住宅を挟み、18階から上の高層部に一般客室とスパ・フィットネスを置き、プールを含むスパ・フィットネスはホテルからの利用も、オフィス・住宅からの利用も可能な構成となっている。宴会場ロビーには、ビートルズが来日した際に記者会見を行った旧ホテル「真珠の間」の壁を移築。部屋数は251室と旧ホテルに比べて4割強減らしたが、一部屋当たりの面積は45㎡以上と大きくしており、全ての客室がウェットエリアとパウダースペースが独立した洗い場付きのバスルームを備えている。
利用者
永田町に立地するため国会関係者の利用が少なくない。公式な利用が目立つ他ホテル（ホテルニューオータニ、The Okura Tokyoなど）に対して、当ホテルでは私的な利用が多いとされ、官邸と隣接することから、内閣総理大臣が秘書官らとレストランで打ち合わせする姿も見受けられる。
受賞歴
『ミシュランガイド東京・横浜・湘南2012』におけるの快適なホテル格付け順で、「赤い家マーク5つ」を獲得した。
2021年、「フォーブス・トラベルガイド」ホテル部門で最高評価の5つ星を獲得、「プリファード・ホテルズ＆リゾーツ」において日本で初めてレジェンドコレクションに認定される。

### オフィスフロア
エントランスホールを地下鉄からもアプローチしやすい地下1階に置き、全10層、専有面積約2万㎡規模で構成される。専有部は避難安全検証により垂壁やシャッターのないコの字プレートで3分割対応可能とした。
オフィスを置く企業等
- 三菱総合研究所
- エーオンジャパン株式会社（11階）[10]
- エルエヌジージャパン株式会社（12階）[11]
- 株式会社Diverse（13階）[12]

### ザ・キャピトルレジデンス東急
16～17階に配された全14戸からなる附置義務の超高級賃貸住宅である。官邸への防犯上、ノンバルコニー方式が採用されたが自然な風も感じられるような外気導入スリットが設けられた。

## 歴史
- 1963年（昭和38年）6月20日 - 東京ヒルトンホテル開業。
- 1984年（昭和59年）1月1日 - キャピトル東急ホテルに改称。
- 2006年（平成18年）11月30日 - キャピトル東急ホテル閉館。
- 2008年（平成20年）3月11日 - 本体着工。
- 2010年（平成22年）
  - 7月31日 - 竣工。
  - 10月22日 - ザ・キャピトルホテル東急に改称して開業。

## ギャラリー

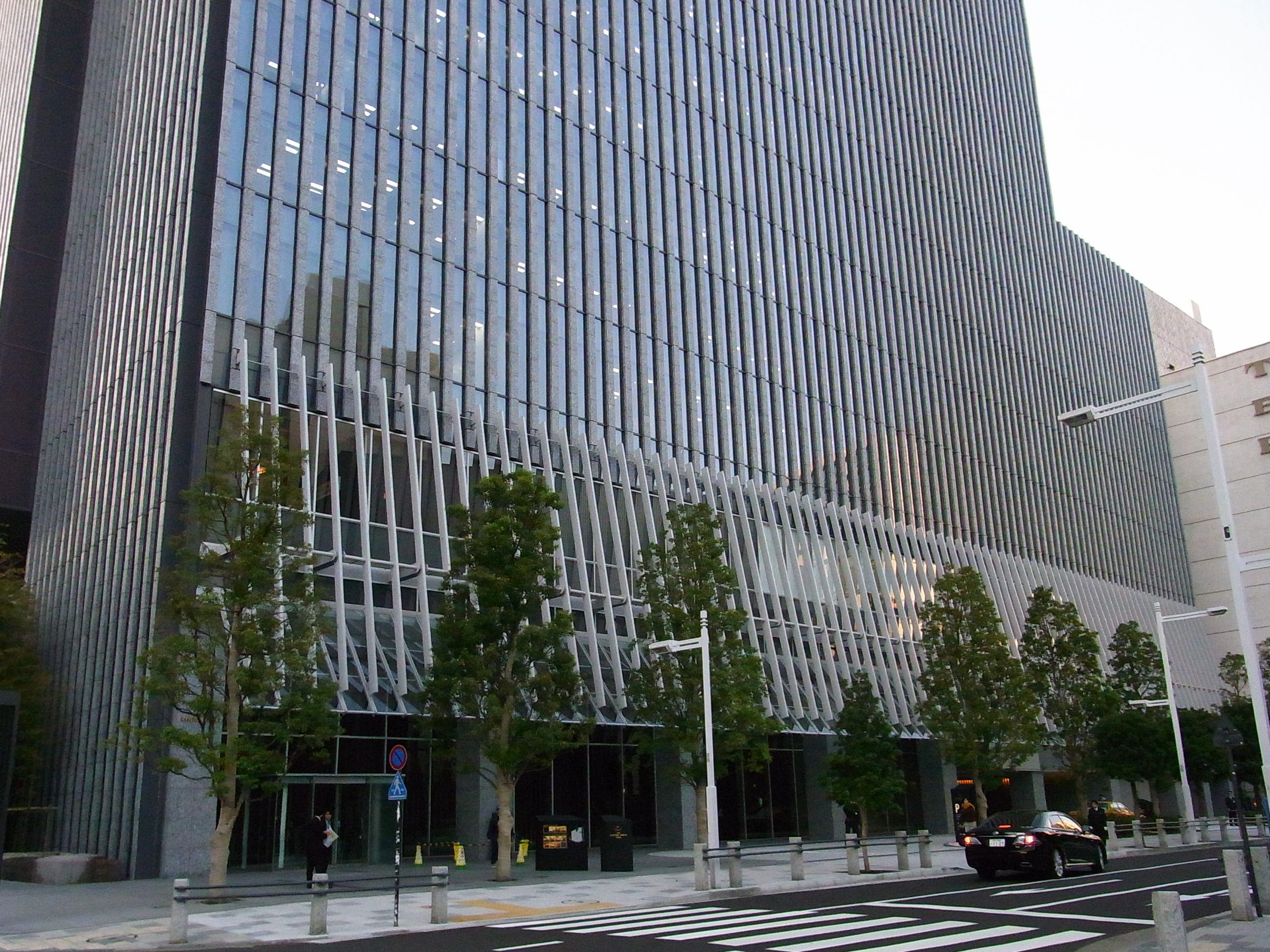
外観と1階エントランス周り（2010年11月12日撮影）
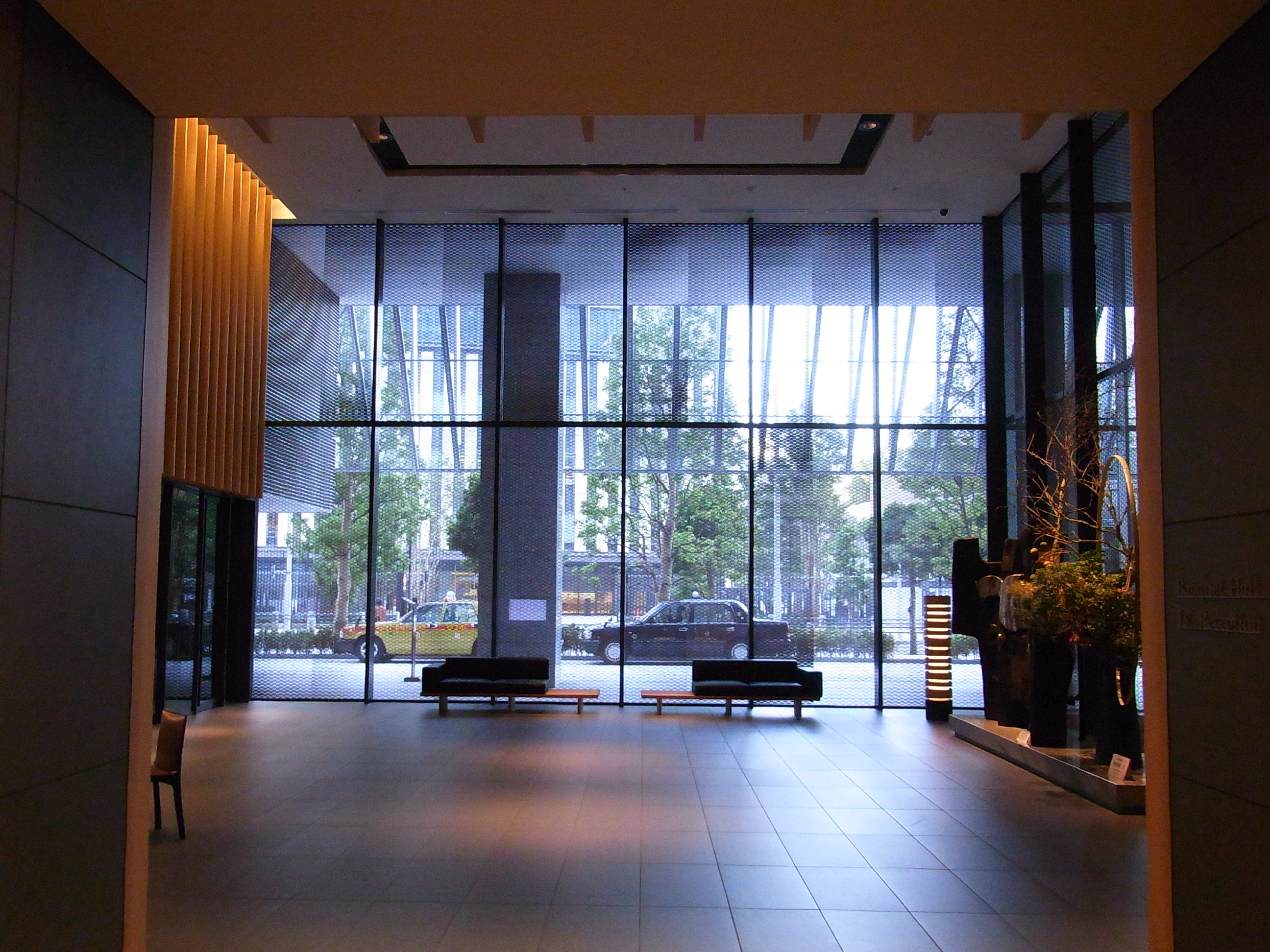
1階エントランス宴会ロビー（2010年11月12日撮影）
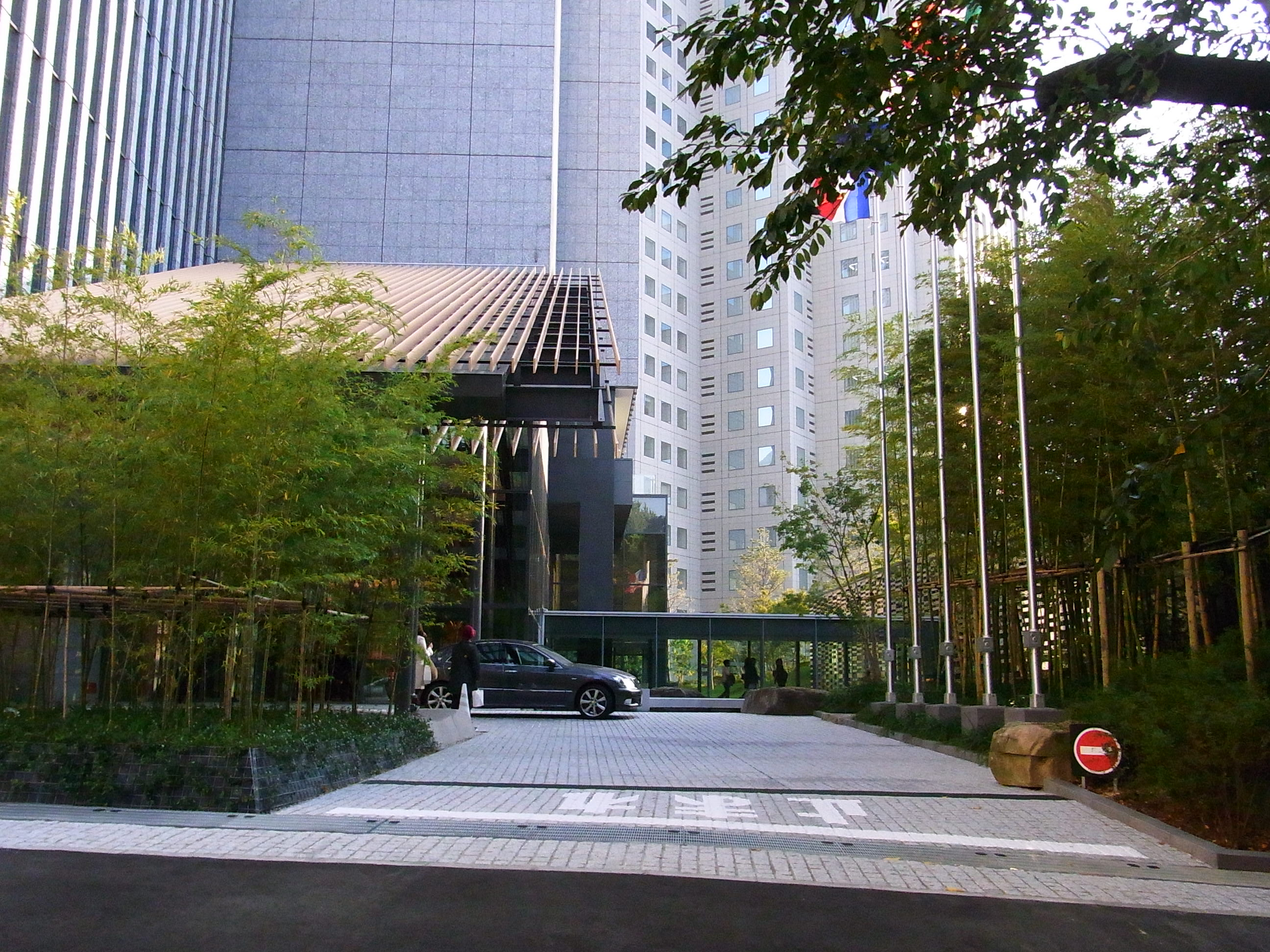
3階のエントランス周り（2010年11月12日撮影）
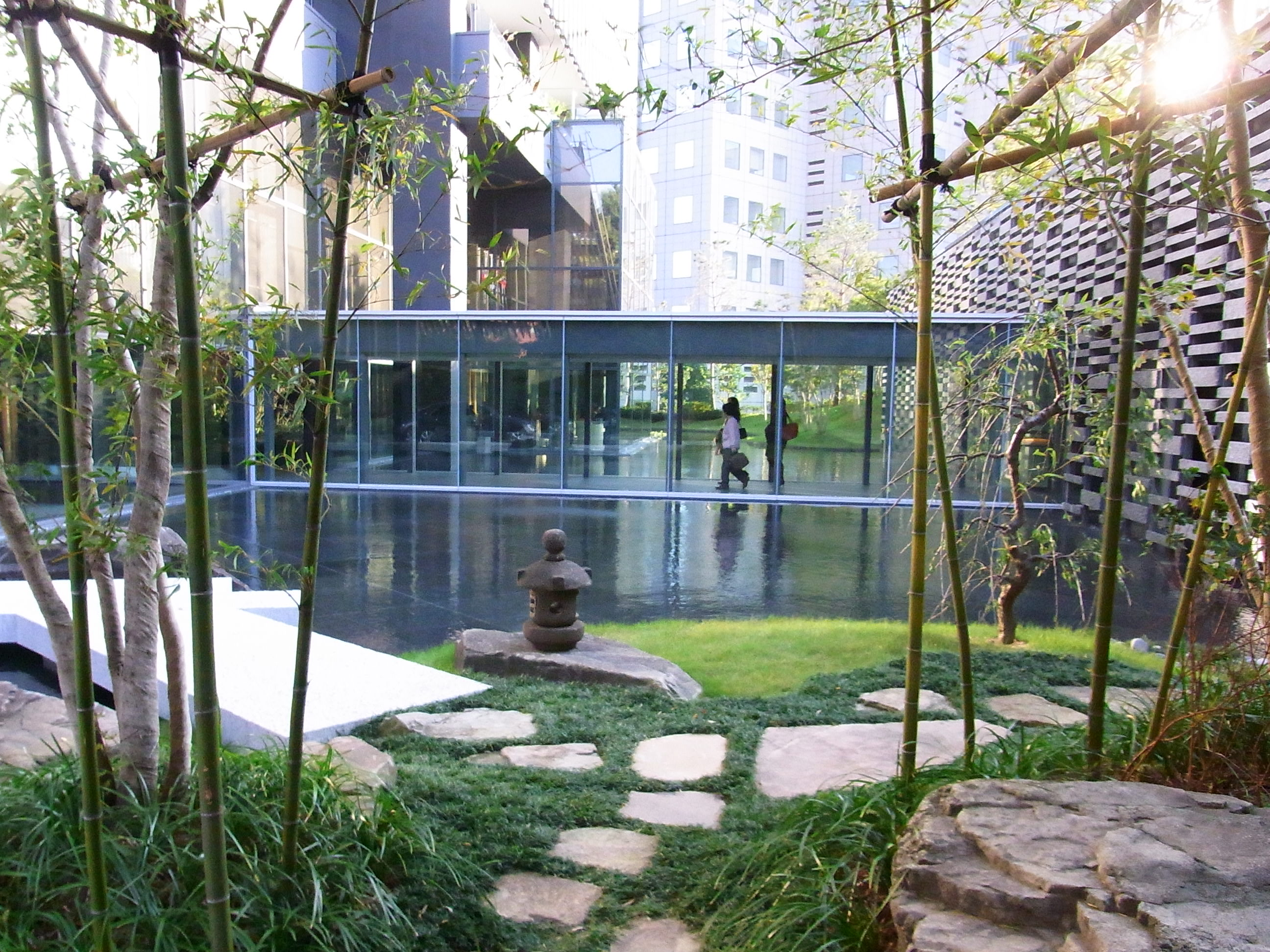
3階エントランス前庭（2010年11月12日撮影）
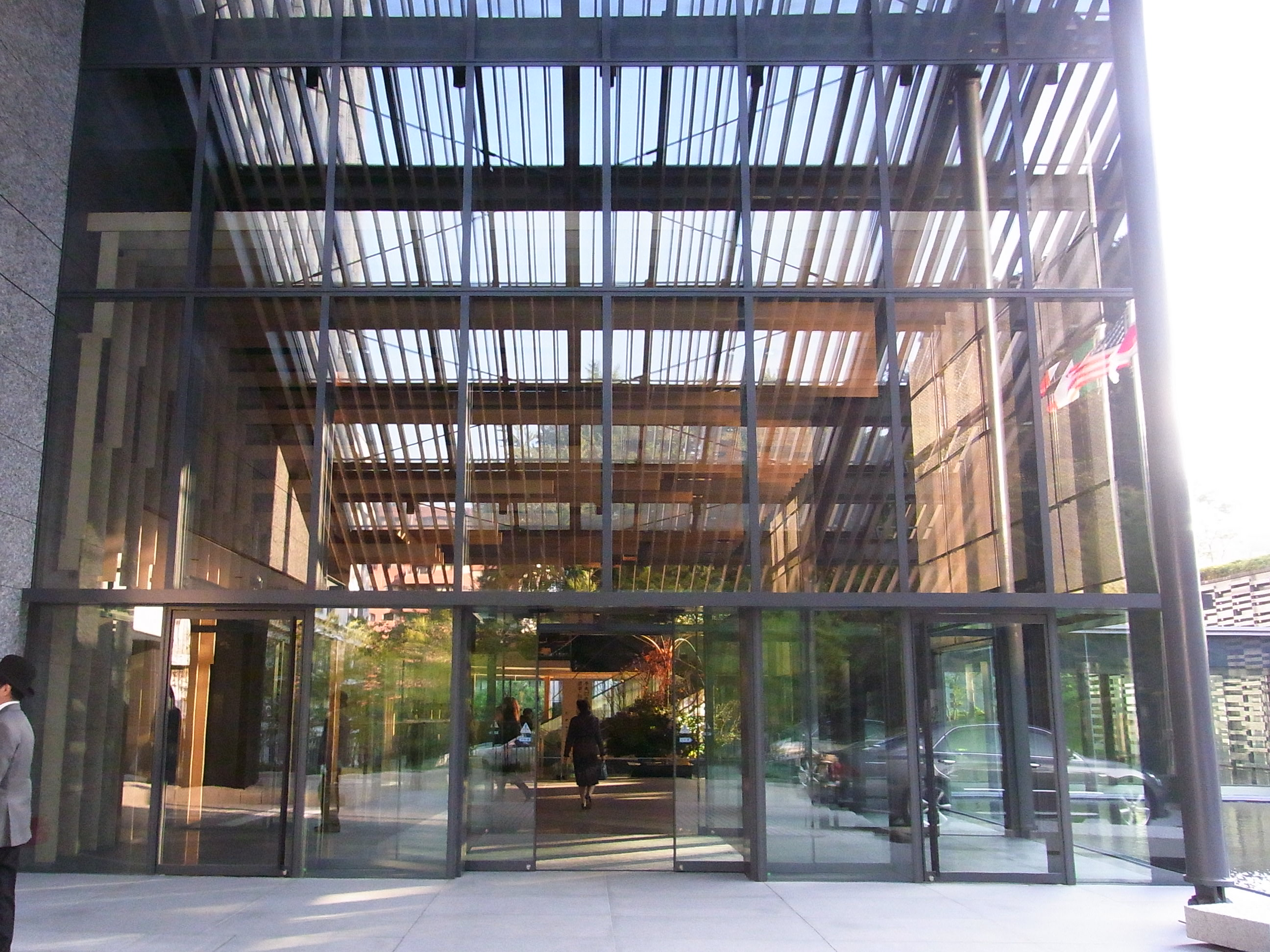
3階エントランス（2010年11月12日撮影）
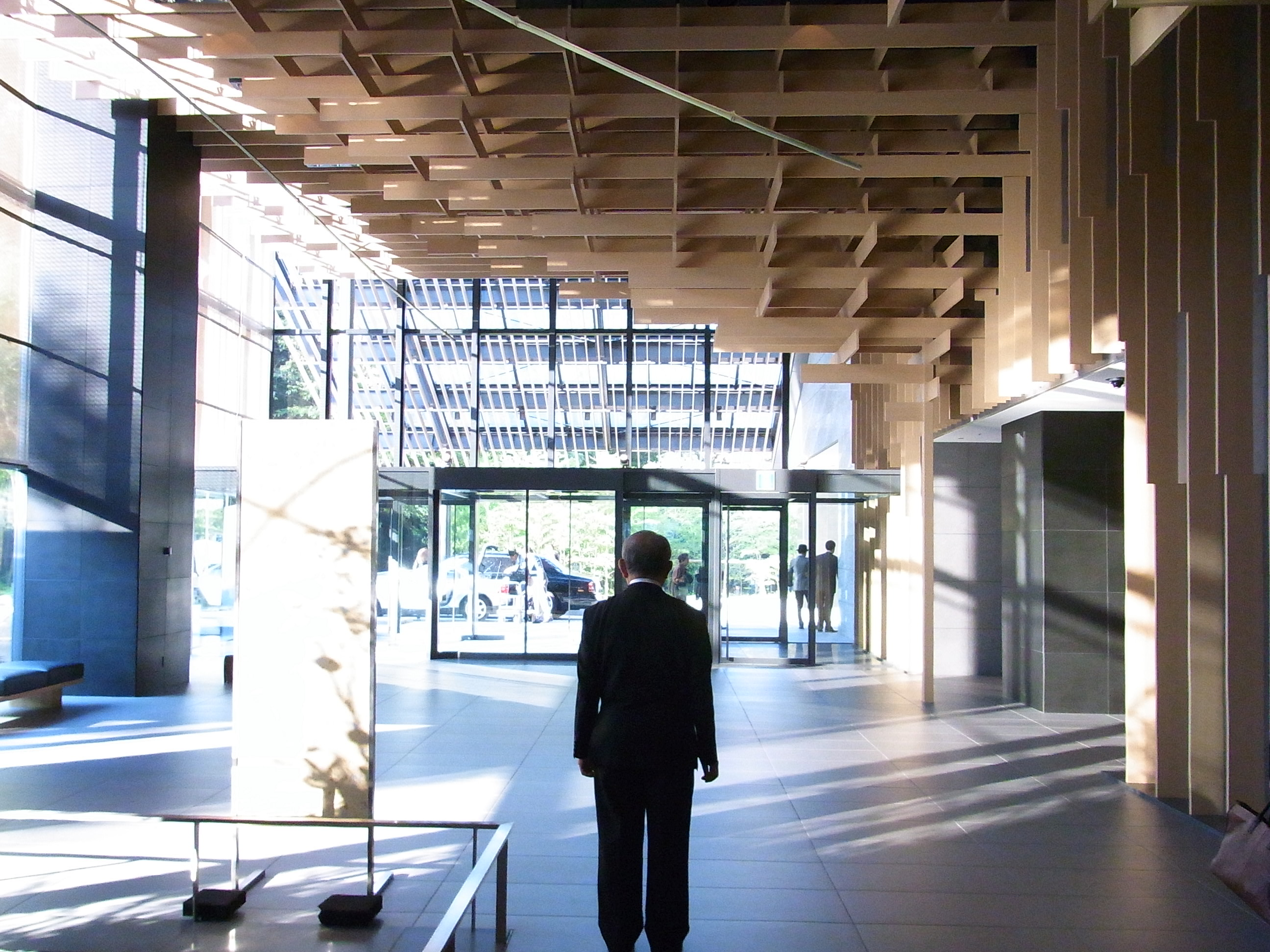
3階メインロビー（2010年11月12日撮影）
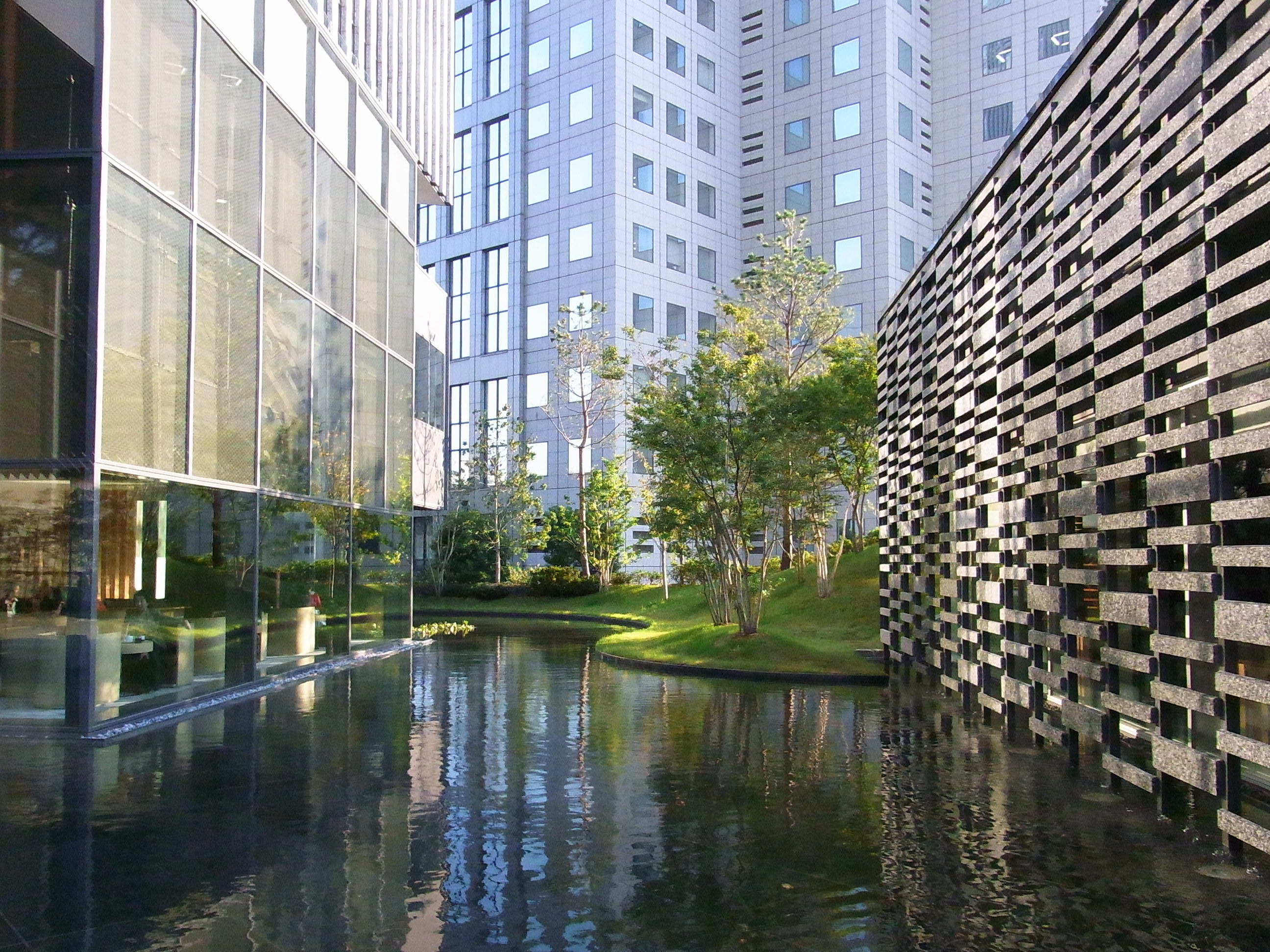
メインロビーより中庭を見る（2010年11月12日撮影）
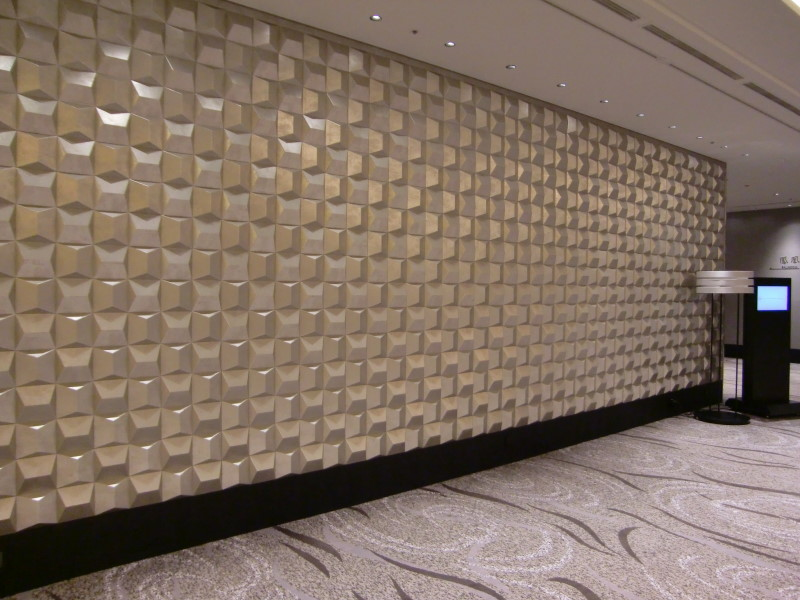
宴会場ロビーの壁面

## アクセス
- 東京メトロ南北線 溜池山王駅および千代田線 国会議事堂前駅直結
  - 構内がつながっている銀座線（溜池山王駅）および丸ノ内線（国会議事堂前駅）からもアクセスできるが、一旦地上に出るか、それぞれ南北線・千代田線のホームを経由する必要がある。